# Orde van Verdienste van het Ministerie voor Staatsveiligheid
De Orde van Verdienste van het Ministerie voor Staatsveiligheid (Duits: Verdienstorden des Ministeriums für Staatssicherheit) is een orde van verdienste van de DDR die in 1990 wel werd gesticht maar nooit werd uitgereikt. Er werden proefexemplaren van de onderscheiding vervaardigd maar het kwam niet zover dat de orde verleend werd. Ook het stichtingsbesluit waarover wel in de Ministerraad van de DDR werd gesproken kwam niet in het Staatsblad. Ondanks de reusachtige geheime dienst, de Stasi geheten, kwam de bevolking in opstand en viel de communistische regering.
De Stasi, als "schild en zwaard van de partij" de evenknie van de Russische KGB, bespioneerde en terroriseerde de eigen bevolking en was ook verantwoordelijk voor spionage en contra-spionage. In 1949 had de pas opgerichte Stasi iets meer dan 1.150 medewerkers in vaste dienst, dit aantal steeg in de geschiedenis van de DDR onophoudelijk totdat op 31 oktober 1989 91.015 voltijd Stasi-medewerkers, waaronder 13.073 militairen Garderegiment Felix Dzerzhinsky, voor het Ministerie voor Staatsveiligheid werkzaam waren.
In totaal hebben 250.000 mensen fulltime voor de Stasi gewerkt. Gezien de omvang van de Oost-Duitse bevolking was de Stasi met één fulltime werknemer op 180 inwoners in 1989 de grootste inlichtingendienst in de wereldgeschiedenis. In de Sovjet-Unie werkte in 1990 één KGBer op 595 inwoners en in het Derde Rijk was er in 1937 één Gestapo op 8.500 inwoners).
Daarnaast was er een netwerk van zogenaamde "niet-officiële medewerkers" in de wandeling "IM"genoemd. In 1977 waren dat 200.000 inwoners van Oost- en West-Duitsland. Niet iedereen wist dat hij of zij als onofficieel medewerker te boek stond. In de loop van haar bestaan heeft de Stasi 624 000 mensen als onofficiële medewerkers geregistreerd.
De meerderheid van de onofficiële medewerker woonde in Oost-Duitsland. De Stasi liet 3.000 werknemers, geheime agenten en spionnen, voornamelijk in het onofficiële "operationeel gebied" de Bondsrepubliek Duitsland, en 300 tot 400 infrastructuurbeheerders in West-Europa voor zich werken.
De organisatie was zo groot dat deze "staat in de staat" een eigen orde van verdienste toekwam.
Over de indeling en het uiterlijk van de Orde is weinig bekend. Er bestaat een enkele afbeelding in een publicatie die zich bezighoudt met dit besluit. In het Staatsblad van de DDR wordt niet over deze orde gerept. Toch waren de plannen in een vergevorderd stadium, de weinige proefexemplaren zijn op de antiekmarkt ongeveer 1800 euro waard. Het is mogelijk dat de regering van de DDR het bestaan van deze orde min of meer geheim heeft willen houden. Dat zou een geheime decoratie voor een geheime dienst hebben opgeleverd. Ook in de VS heeft de CIA dergelijke onderscheidingen.
Ten tijde van de toetreding van de deelstaten van de DDR tot de Bondsrepubliek Duitsland bestond de Stasi al niet meer, het ministerie was in november 1989 opgeheven.

## Vormgeving
De Orde van Verdienste was een vijfpuntige ster met in het midden een wapen van de DDR op een donkerrode achtergrond en daarop een zwaard en een schild in de kleuren van de vlag van de DDR. Over de geplande keerzijde van de ster is niets bekend. De Orde van Verdienste van het Ministerie voor Staatsveiligheid zou aan een vijfhoekig zwart-rood-gouden lint worden gedragen. De nieuwe onderscheiding zou daarmee kenmerken van een typisch socialistische orde hebben gekregen.
Banier van de Arbeid  ·
Blücher-orde ·
Held van de Arbeid ·
Held van de Duitse Democratische Republiek ·
Karl Marx-orde ·
Militaire Orde van Verdienste van de Duitse Democratische Republiek ·
Orde van Verdienste van het Ministerie voor Staatsveiligheid ·
Scharnhorst-orde · 
Stauffenberg-orde ·
Ster der Volkerenvriendschap ·
Strijdorde voor Verdienste voor Volk en Vaderland ·
Vaderlandse Orde van Verdienste
Zie ook: Ridderorden in de DDR